# Slavkovský potok
Slavkovský potok je potok ve Vysokých Tatrách v centrální části okresu Poprad na Slovensku. Je to levý přítok řeky Poprad. Je dlouhý 16,3 km. Je tokem IV. řádu.

## Průběh toku
Pramení na jižním svahu Slavkovské kopy (2345,8 m) v nadmořské výšce přibližně 2100 m. Na horním toku protéká Slavkovskou dolinou nejprve jižně, na jihozápadním úpatí Senné kopy (1848,1 m) se stáčí na jihovýchod. Pod soutokem se Štiavnikem vytváří oblouk a krátce teče na východ. Přes obec Veľký Slavkov teče opět na jihovýchod a posléze až k ústí víceméně na východ. Na dolním toku v Popradské kotlině se hlavní koryto na několika úsecích rozvětvuje a potok se výrazněji vlní. Do Popradu se vlévá u obce Matejovce v nadmořské výšce přibližně 653 m.

### Geomorfologické celky
- Tatry
  - podcelek Východné Tatry, část Vysoké Tatry
- Podtatranská kotlina
  - podcelek Tatranské podhorie,
  - podcelek Popradská kotlina, část Lomnická pahorkatina

### Přítoky
- zprava – z oblasti Žakovské poľany, z oblasti Lósů, Červený potok, z oblasti Dlhých Lúk,
- zleva – z jižního svahu Senné kopy, ze severovýchodního svahu Senné kopy, z oblasti Veľkého jazyka, Štiavnik, Burich (711,9 m), přítok pramenící jižně od kóty 827,2 m. přítok pramenící východně od té samé kóty.

## Osídlení
Protéká osadu Tatranské Zruby, obec Veľký Slavkov a městskou část Popradu Matejovce.